# The Englishwoman's Domestic Magazine
The Englishwoman's Domestic Magazine (EDM) était un 

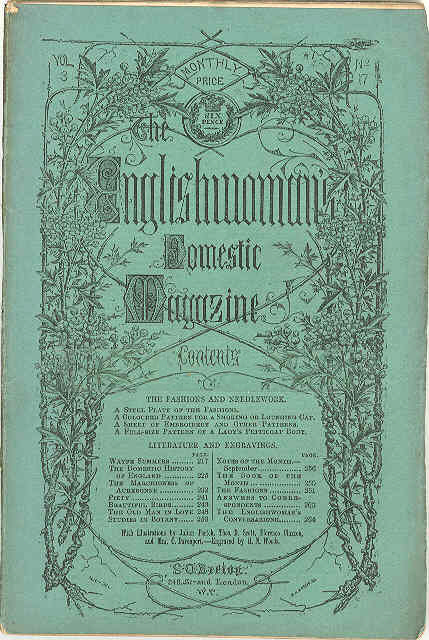
The Englishwoman's Domestic Magazine, couverture, septembre 1861

magazine publié par Samuel Orchart Beeton de 1852 à 1879 avec un supplément écrit par sa femme, Isabella Beeton, de 1859 à 1861 : ces suppléments ont ensuite été collectés sous le nom de Book of Household Management. Le journal avait pour objectif de « [tendre] à l'amélioration de l'intellect ». Il éditait des articles sur la vie domestique de la classe moyenne, la mode et des fictions.
En 1867, Beeton agrandit la section correspondance du magazine. Le contenu de cette « Conversazione », qui comprenait désormais des contributions d'hommes, vantait la corseterie et le tightlacing, le travestissement et la flagellation. Des extraits de ces lettres ont été republiés dans des compilations pornographiques comme The Birchen Bouquet.

## Importance sociale
Le magazine était considéré comme un outil essentiel pour toute femme victorienne cherchant à s'intégrer dans la société et à suivre son époque, en particulier en termes de mode. Beeton a publié plus tard d'autres revues, certaines spécifiquement sur la mode victorienne. Le Moniteur de la mode et The Queen parurent en 1861, réutilisant essentiellement les contenus déjà publiés dans le magazine.

## Corsets
Les corsets et le tightlacing étaient des sujets de conversation extensivement évoqués par l'Englishwoman's Domestic Magazine. Le magazine avait une colonne de correspondance intitulée « The corset correspondence ». Les éditeurs ont ensuite créé des volumes hors-série sur ces thèmes en raison de leur succès.
Le magazine est devenu une source d'information pour les femmes victoriennes. Cela a suscité une controverse, en particulier parce que le magazine semblait faire pression sur les femmes pour ressembler à certains critères de beauté imposés. Les jeunes filles, parfois âgées de moins de dix ans, sont forcées à pratiquer le waist training avant leur puberté. Une correspondante du magazine recommande de placer les jeunes filles dans des corsets sans baleines mais très serrés à un âge précoce, sous-entendant que la pratique est déjà courante.
L'idée était de diriger la croissance du corps pour minimiser la possibilité d'une silhouette laide. Les filles corsetées et les problèmes de santé (mentale et physique) qu'elles pouvaient subir étaient un sujet de discussion fréquent. En 1867, une lettre d'une mère inquiète de l'utilisation de corsets dans l'école de sa fille a déclenché une longue discussion, mettant en lien le tightlacing, la torture et le plaisir sexuel. Alors que la mode du tightlacing s'éteint, l'attention se penche sur la flagellation des servantes et des jeunes filles pour mieux les contrôler.